# Christus in de storm op het meer van Galilea
Christus in de storm op het meer van Galilea, ook wel genoemd De storm op het meer van Galilea is een olieverfschilderij van Rembrandt van Rijn uit 1633. Het hing in het Isabella Stewart Gardner Museum in Boston (Verenigde Staten), tot het in 1990 gestolen werd. Het is het enige zeegezicht dat van Rembrandt bekend is. 

## Afbeelding
Het doek toont Jezus die de golven kalmeert van het Meer van Galilea, zoals beschreven in het Evangelie volgens Marcus. De golven beuken krachtig op de romp van het schip. De houten constructie dreigt te breken. Het tuig raakt los en vliegt gevaarlijk boven de hoofden van de bemanning. Iedereen is bezig zichzelf te redden. Op het schip portretteerde Rembrandt ook zichzelf. Terwijl hij zijn muts vasthoudt grijpt hij een touw. De overige bemanningsleden gaan gehuld in de schaduw en scharen zich rondom Jezus, op wie hun hoop is gevestigd.
De compositie kenmerkt zich door grote dramatiek, geaccentueerd door een sterk clair-obscur. In die dramatiek is ook de invloed van Peter Paul Rubens zichtbaar, maar meer dan deze richt Rembrandt zich op de weergave van het menselijk drama.

## Diefstal
In de ochtend van 18 maart 1990 werd het schilderij uit het museum gestolen, samen met twaalf andere werken, waaronder Het concert van Johannes Vermeer en Landschap met obelisk van Govert Flinck. De dieven deden zich voor als politieagenten. Het gebeuren wordt gezien als de grootste onopgeloste kunstroof in de geschiedenis van de Verenigde Staten. Het museum toont nog steeds de lege lijsten van de schilderijen op hun oorspronkelijke plaats, dit vanwege de strikte bepalingen in het testament van schenkster Isabella Stewart Gardner. Hierin is voorgeschreven dat het museum de collectie ongewijzigd dient te laten.

## Trivia
Het schilderij, en daarmee het beeld van het wonder vanuit Marcus 4:35-41, is bezongen door zangeres Delise. Op 20 januari 2021 heeft Delise, in samenwerking met Elly Zuiderveld-Nieman, het lied uitgebracht met als titel: Storm op het meer (Rembrandt). De afbeelding van het schilderij heeft in de clip van het lied een prominente rol gekregen.